# إف. روس هولاند جونيور
إف. روس هولاند جونيور (بالإنجليزية: F. Ross Holland, Jr.)‏ هو مؤرخ أمريكي، ولد في 24 أغسطس 1927، وتوفي في 16 سبتمبر 2005 بسبب مرض آلزهايمر.